# Charlie Westbrook
Pour les articles homonymes, voir Westbrook.
Charlie Westbrook, né le 21 août 1989 à Milwaukee au Wisconsin, est un joueur américain de basket-ball.